# Topolobampo
Topolobampo (pronuncia spagnola: [topoloˈβampo]) è un porto sul golfo di California nella parte nord-occidentale di Sinaloa, in Messico. È la quarta città più grande del comune di Ahome (dopo Los Mochis, Ahome e Higuera de Zaragoza), con una popolazione censita di 6 361 abitanti nel 2010.
Il porto collega gli stati del nord del Messico attraverso la Ferrocarril Chihuahua al Pacífico, che ha un capolinea nella vicina Los Mochis. È il porto orientale per il traghetto giornaliero che collega La Paz nella Bassa California del Sud.
Topolobampo è anche l'inizio del corridoio commerciale internazionale, "La Entrada al Pacifico", che termina vicino all'area di Midland-Odessa, nel Texas.